# Niguo
Niguo (kinesiska: 尼果, 尼果乡) är en socken i Kina. Den ligger i den autonoma regionen Tibet, i den sydvästra delen av landet, omkring 490 kilometer väster om regionhuvudstaden Lhasa. Antalet invånare är 1 437. Befolkningen består av 720 kvinnor och 717 män. Barn under 15 år utgör 33 %, vuxna 15-64 år 62 %, och äldre över 65 år 4,0 %.
Genomsnittlig årsnederbörd är 516 millimeter. Den regnigaste månaden är juli, med i genomsnitt 118 mm nederbörd, och den torraste är november, med 11 mm nederbörd.